# Estació de Bailén
L'Estació de Bailén és una estació subterrània localitzada al barri de la Roqueta de València i que forma part de la línia 7 de l'operador Metrovalència. L'estació pertany a la zona tarifària A de Ferrocarrils de la Generalitat Valenciana (FGV) i l'Autoritat de Transport Metropolità de València (ATMV). L'adreça oficial de l'estació és el carrer de Bailén, número 56.

## Història

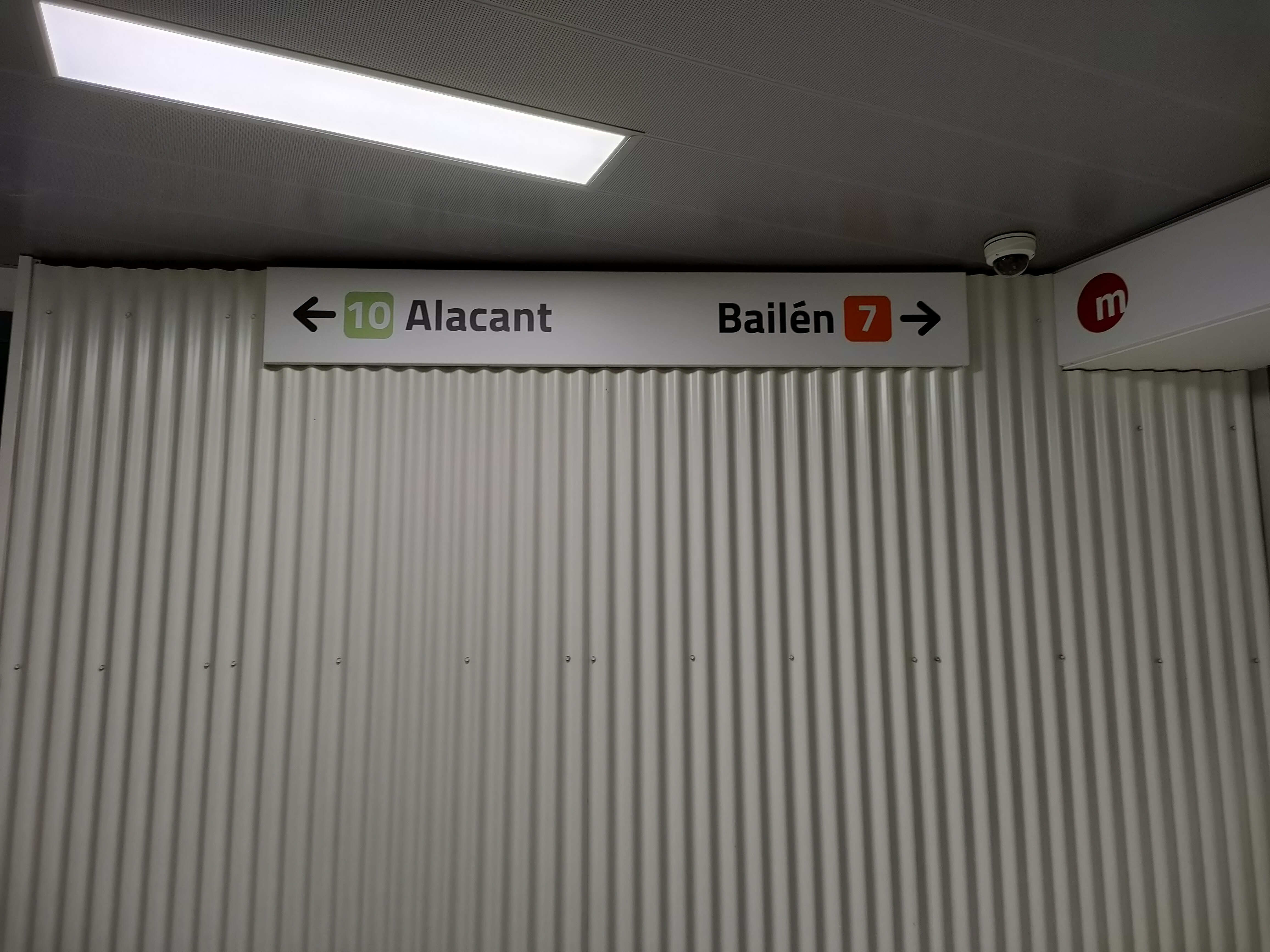
Transbord entre Alacant i Bailén

Originalment, l'estació de Bailén es plantejà com una estació intermodal que uniria el Metro de València amb la Rodalia de València, amb la visió de construcció d'una anomenada "estació central" a l'actual Parc Central de València. L'estació de Bailen s'inaugurà i entrà en servici el 3 d'octubre de 2005, únicament presentant servei a la línia 7. El nom de l'estació, Bailén, ve del nom del carrer on es troba i aquest del municipi de Bailén, a la província de Jaén.
Amb la inauguració de la línia 10 el 2022, es va connectar aquesta estació amb l'estació d'Alacant per mitjà d'un túnel per a vianants

## Distribució

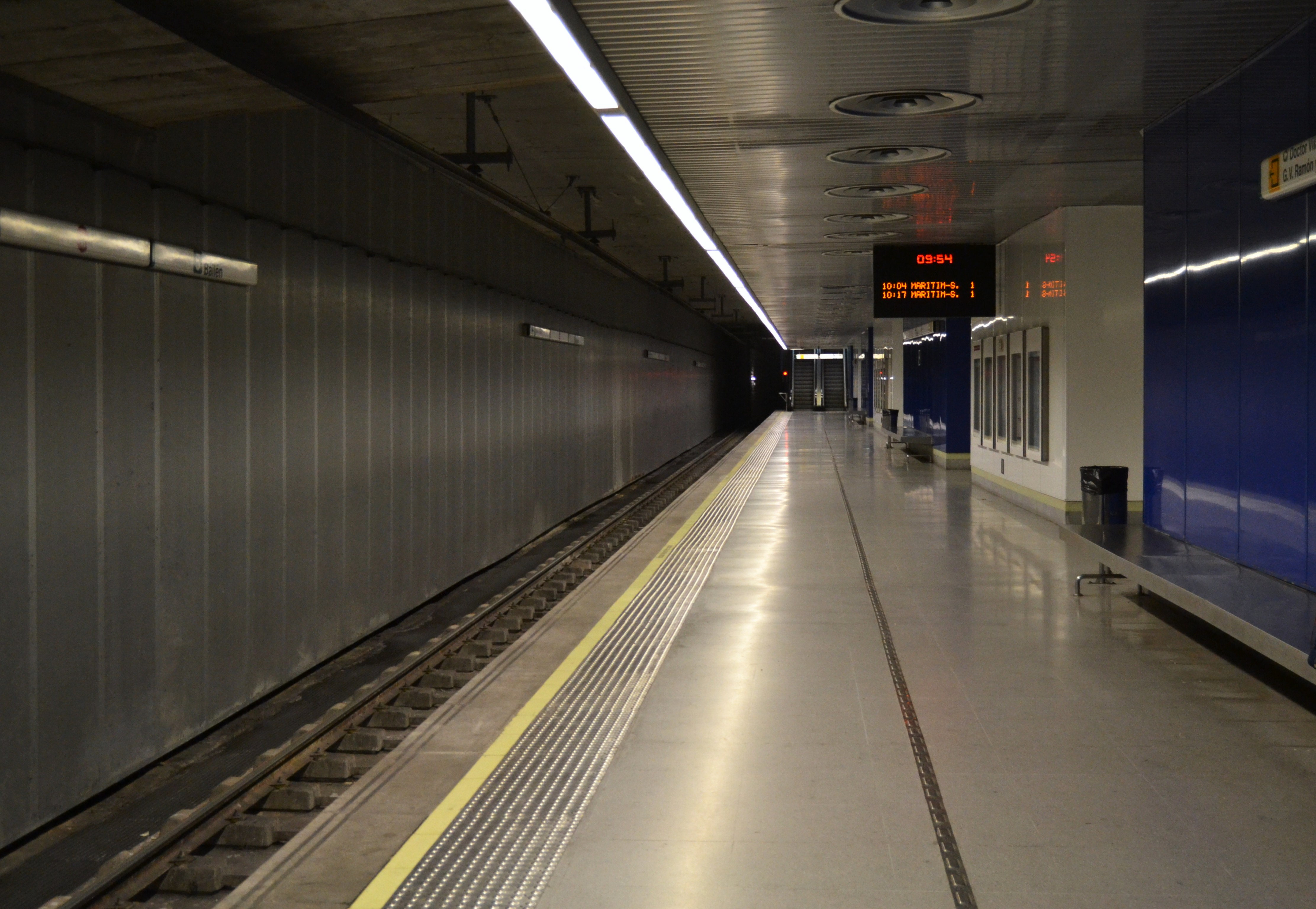
Andana i via de la línia 7

L'estació, de tipologia subterrània, compta amb diversos nivells: el superior, on s'hi troben els diversos accessos, finestretes d'atenció i venda de bitllets, etc.; el mitjà, on hi ha una plataforma amb dues andanes i dues vies per on passen els convois de la línia 7 de Metrovalència en ambdós sentits i l'inferior, tancat a l'ús des dels orígens de l'estació. Les andanes no compten amb mampares de seguretat. L'estació disposa d'accessibilitat per a persones amb discapacitat física, visual i auditiva.
L'estació es troba molt a prop de l'Estació del Nord, des d'on ixen els trens de Rodalia de València i Mitjana Distància Renfe; així com de l'Estació de València - Joaquim Sorolla, terminal valenciana de l'Alta Velocitat Espanyola (AVE). Els accessos a l'estació s'hi troben al carrer de Bailén, número 56; al carrer de Vives Liern, número 10; al carrer del doctor Vila Barberà, número 19 i per un passadís subterràni a la Gran Via de les Germanies.

### Línies
| Procedència/Destinació | <     | Línia | >     | Procedència/Destinació |
| ---------------------- | ----- | ----- | ----- | ---------------------- |
| Torrent Avinguda       | Jesús |       | Colón | Marítim                |